# Берберски елен
Берберският елен (Cervus elaphus barbarus) е подвид на благородния елен, който произхожда от Северна Африка. Това е единственият елен, за който е известно, че произхожда от Африка, освен Megaceroides algericus, който е изчезнал преди около 6000 години.

## Описание
Берберският елен е по-малък от типичния благороден елен. Тялото му е тъмнокафяво с няколко бели петна по хълбоците и гърба. На рогата липсва без (втори) зъбец.

## Разпространение и местообитание
Берберският елен е единственият представител на семейството на елените, който произхожда от Африка. Вирее в гъсти, влажни гористи райони на Алжир, Тунис и Мароко. Първоначално е бил ловуван до изчезване, но екземпляри от тунизийската популация са реиндуцирани отново през 90-те години. Една популация има в Националния парк „Тазека“ в планините Среден Атлас.